# Undecaanzuur
Undecaanzuur is een onvertakt verzadigd vetzuur met als brutoformule C11H22O2. Het is een vaste stof die voorkomt als kleurloze kristallen en smelt bij 28,5°C. Esters en zouten van undecaanzuur worden undecanoaten genoemd.

## Toepassingen
Methyl- en ethylesters van de stof worden gebruikt in de parfumerie.
Undecaanzuur is voorgesteld voor de behandeling van koortslip door uitwendige (topische) toepassing, bijvoorbeeld met lipbalsem of crème.
Een andere toepassing is in milieuvriendelijke herbiciden, bij voorkeur in combinatie met het actievere nonaanzuur.